# Fredrik Gran
Per Fredrik Gran, född 22 maj 1977 i Stockholm, är en svensk tonsättare.

## Biografi
Grans musik och forskning korsar ofta akustiska och elektroniska ljudidéer, med hjälp av robotar/mekaniska interaktiva enheter, förstärkta instrument och objekt samt transkription av egna elektroakustiska förlagor över till notation för akustiska instrument. Fredriks verk omfattar orkester-, kammar-, vokal-, elektroakustisk och live-elektronisk musik samt musik för installationer, museer, dans, bildkonst och digital konst.
Gran studerade komposition vid Kungliga Musikhögskolan in Stockholm och vid McGill University i Montreal, där hans doktorandforskning är kopplad till the Center for Interdisciplinary Research in Music Media and Technology. Tidigare studier inkluderar musikvetenskap vid Stockholms Universitet, musikerutbildning vid Kulturama samt kompositionsstudier på Högskolan för scen och musik vid Göteborgs universitet och vid Gotlands Tonsättarskola i Visby. Bland hans tidigare handläggare finns Philippe Leroux, William Brunson och Sven-David Sandström. Grans musik har framförts vid festivaler såsom Warsaw Autumn, World New Music Days, Nordic Music Days, Seoul International Computer Music Festival, Tage Neue Musik, Festival MANCA, ICMC, Duskomanija Festival, MAtera INtermedia festival, NoiseGate Festival, Norberg Festival, Cluster Festival, Sound Wave Festival, Sound of Stockholm Festival, Göteborg Art Sound Festival och konserter i till exempel Tokyo, Wien, Oslo och Paris. Grans musik har vunnit multipla priser, nyligen första pris i London Music Society Composer’s Competition för London City Philharmonic med verket ‘Pictures of fields without fences’ (stråkorkester), första pris i Codes d’Acces’s Access Arkea composition competition med verket ‘Portmanteau Morphemes’ (stråkorkester), första pris i Eleanor Stubley Recording Award  såväl som nominering för Swedish Art Music Prize (Nutida Musik) med hans elektroakustiska soloalbum ‘an hour and a half’ (Pink Pamphlet, NYC). Gran är medlem i CIRMMT, ICMA, EMS, STIM, SEAMS, Fylkingen och Codes’daccess. 2009 blev han invald som medlem i Föreningen svenska tonsättare. 

## Verk (i urval)
- CSN för stråkkvartett (2001)
- Ljus Natt för sopran och piano (2001)
- Agnus Dei för kyrkorgelkvartett (2002)
- Brevity is the soul of wit  elektroakustisk musik (2002)
- Efterdyningar för stråkkvintett och piano (2003)
- Among Hills (2003)
- Dåd för flöjt, violin, cello och piano (2003)
- Trådar för flöjt, trumpet, slagverk, piano och kontrabas (2004)
- Strimmor av Korridorljus för soloaccordeon (2004)
- Concerning answering walls, lately för symfonisk blåsorkester (2005)
- Aerodynamik elektroakustisk musik (2005)
- Frau Tot ist tot. Sie lebt nichrt mehr elektroakustisk musik(2006)
- Painted Desert för kammarensemble (18 musiker) (2006)
- Revolvering Helices för stråkorkester (2006)
- Pictures of fields without fences för stråkorkester (2006)
- An hour and a half elektroakustisk musik (2007)
- Time Codec för kammarensemble (2007)
- Helix Revolver för violin och elektronik (2007)
- Time, tone, message elektroakustisk musik (2008)
- El algoritmo del antagonista elektroakustisk musik (2008)
- Crepuscular Rays för preparerat disklavier (2008)
- Imminent Crossings för symfoniorkester (2008)
- In june and on monday elektroakustisk musik (2009)
- Glare, ado and a vicious circle för kammarensemble (2009)
- Grey Matters för cello och elektronik (2009)
- Altered Grey för cello och elektronik (2010)
- Other hands för elgitarr, blockflöjt och elektronik (2012)
- Dark Leaves för damkör a cappella (2012)
- Autokinetic Nests för viola, cello och elektronik (2012)
- Portmanteau Morphemes för stråkorkester (2012)
- Labour för slagverk och elektronik (2013)
- Seven Eves för kammarensemble och elektronik (13 musiker) (2013)
- Residual Productivity för slagverkskvartett och elektronik (2014)
- Music beyond the surface för ensemble och grafiskt animerat partitur (2015)
- Vox Terminus för ensemble och grafiskt animerat partitur (2015)
- Champ Magnetique  för saxofonkvartett (2015)
- Liminality för viola, cello, passiv kontrabas, vibrationshögtalare och elektronik (2015)
- Mains Hum för saxofonkvartett (2017)
- Economy of Leisure för laptop (2018)
- Vold för violin, klarinett, piano och slagverk (2018)
- Here in my arms för industrirobot och högtalarkupol (2018)
- To Linger (installation) för industrirobot och högtalarkupol (2018)
- Economy of leisure for interaktiv laptop (2018)
- Deployment roll för interaktiv laptopkvartett (2019)
- Cello Concerto No.1 för robotcellist och stråkkvintett (2019)
- Spiegelreigen för industrirobot och högtalarcirkel (2021)